# 布政司洋樓
布政司洋樓（英語：Chief Secretary's Building），前稱輔政司洋樓（Colonial Secretary's Building），是一座被列入文物名錄的維多利亞自由古典建築風格的新南威爾斯州政府行政樓宇，位於澳洲新南威爾斯州雪梨商業中心區麥覺理街121號、必列治街65號及菲臘街44-50號。
這座砂岩建築自建成以來一直為紐修威省政府駐地，至今仍由紐省總督持有。現主要佔用人為新南威爾斯州勞資關係委員會及法庭。

### 書目
- . 2007.[永久]
- Attraction Homepage.  (PDF). 2007  [2018-12-05]. （原始内容 (PDF)存档于2012-12-02）.

## 外部連結
- Images from the National Library of Australia's Picture Australia